# Cinerang
Cinerang is een bestuurslaag in het regentschap Cianjur van de provincie West-Java, Indonesië. Cinerang telt 6996 inwoners (volkstelling 2010).